# William Marçais
William Ambroise Marçais (Rennes, 1872 – Parigi, 1956) è stato un orientalista francese.

## Biografia
William Marçais era studente di giurisprudenza prima di interessarsi alle lingue orientali.
 
Discepolo di Henry Derenbourg e Octave Houdas all'École des langues orientales di Parigi, a partire dal 1894 studiò lingua araba classica e lingua araba maghrebina, turco e persiano, secondo lo schema che voleva che lo studioso di culture islamiche conoscesse le principali lingue veicolari della cultura islamica. 
La sua tesi di laurea in Diritto, discussa nel 1898, riguardava le successioni ereditarie nel diritto islamico.
Nel 1905 si diplomò nell'École pratique des hautes études. Partì allora per il Nordafrica e diventò in breve Conservatore del Musée d'art musulman di Tlemcen (Algeria), direttore nel 1893 della Medersa (istituzione d'istruzione riservata ai musulmani) della medesima città, poi di quella di Algeri (1904), Ispettore Generale dell'istruzione agli indigeni (1908), direttore della Scuola superiore di lingua e letteratura araba a Tunisi nel 1913. 
Tornò in seguito a Parigi dove operò nell'Ufficio degli Affari indigeni del Ministero della Guerra, prima di creare la cattedra di arabo-maghrebino dell'École des langues orientales, che egli dirigerà dal 1920 al 1927, essendo contemporaneamente directeur d'études all'EPHE (4ª sezione).
Divenne in seguito (1927) professore al Collège de France fino al suo pensionamento nel 1942.
Fu membro: 
- dell'Académie des inscriptions et belles-lettres [2] (eletto nel 1927),
- del Comité des travaux historiques et scientifiques,
- della Société de Linguistique de Paris.

Era fratello dell'orientalista Georges Marçais e padre di Philippe Marçais, come lui arabista.

## Opere
- William Marçais, Des parents et alliés successibles en droit musulman, Université de Rennes, Faculté de droit, Tesi di dottorato. 1898
- William Marçais, Le Taqrîb de En-Nawawi. traduit et annoté, 1901
- William Marçais, Le dialecte arabe parlé à Tlemcen, 1902
- William Marçais, Les monuments arabes de Tlemcen, 1903
- William Marçais, Le dialecte arabe des Ulâd Brahîm de Saîda (département d'Oran). Mémoires de la Société de Linguistique de Paris, 1908
- William Marçais, Les traditions islamiques, 1914
- William Marçais, Textes arabes de Takroûna: transcription, traduction annotée, glossaire, 1925
- William Marçais, La vie féminine au Mzab, 1927-1931